# Танковая учебная дивизия (вермахт)
Танковая учебная дивизия (нем. Panzer-Lehr-Division) — тактическое соединение вермахта, сформированное в начале 1944 года во Франции. В русскоязычной литературе иногда также называется «учебно-танковой».

## Формирование
Дивизия формировалась с 10 января 1944 года во Франции, в районе Вердена, из курсантов и преподавателей двух танковых училищ (Крамниц и Берген), поэтому получила официальное наименование — танковая учебная дивизия.
Дивизия считалась элитной, была укомплектована по полным штатам личного состава и техники, являясь полностью моторизованной танковой дивизией вермахта и использовала самые современные модификации танков Panther, PzKpfw IV, истребители танков Jagdpanzer IV/70(V), САУ Hummel и Wespe, разведывательные бронеавтомобили Sd.Kfz. 234/2 Puma, все пехотные подразделения были в полном объёме оснащены бронетранспортёрами Sd.Kfz. 251.
Дивизии была придана специализировавшаяся на использовании самоходных мин Голиаф 316-я танковая рота радиоуправления (316. Funklenk‑Panzerkompanie) в составе 10 Tiger I и 5 Tiger II, к которым позже добавили 9 штурмовых орудий Sturmgeschütz III. 
К моменту высадки англо-американских войск в Нормандии дивизия имела следующий состав и количество бронетехники:
- 130-й танковый учебный полк (Panzer-Lehr-Regiment 130)
  - 1-й батальон 6-го танкового полка (I. Abteilung, Pz.Rgt. 6) — 89 танков PzKpfw V Panther (передан из 6-го танкового полка 3-й танковой дивизии. Переименован в I Abteilung Pz.Reg 130. 8 ноября 1944 года)
  - 2-й батальон Танкового учебного полка (II. Abteilung, Pz.-Lehr-Rgt.) 130—101 танк PzKpfw IV
  - 315-я танковая рота (радиоуправляемая) (316. Panzerkompanie (Funklenk)) — 10 танков PzKpfw VI Tiger I, 5 танков PzKpfw VIB Tiger II и 9 штурмовых орудий Sturmgeschütz III
- 901-й моторизованный учебный полк (Panzergrenadier-Lehr-Regiment 901)
- 902-й моторизованный учебный полк (Panzergrenadier-Lehr-Regiment 902)
- 130-й артиллерийский полк (Panzer-Artillerie-Regiment 130) — 8 Wespe, 2 Hummel, 12 10,5-см гаубиц и 5 15-см гаубиц
- 130-й противотанковый дивизион (Panzerjäger-Abteilung 130) — 31 истребитель танков Jagdpanzer IV/70(V)
- 130-й разведывательный учебный батальон (Panzeraufklärungs-Lehr-Abteilung 130)
- 311-й зенитный артиллерийский дивизион (Heeres-Flak-Artillerie-Abteilung 311) — 18 8,8-см зенитных орудий Flak 36
- 130-й учебный инженерный батальон (Panzer-Lehr-Pionier-Bataillon 130)
- 130-й батальон связи (Panzernachrichten-Abteilung 130)
- 130-й батальон полевого пополнения (Feldersatz-Bataillon 130)
- 130-е подразделение снабжения (Panzer-Versorgungstruppen 130)
- Также в Нормандии дивизии был придан 654-й отдельный тяжёлый противотанковый батальон — на тот момент состоявший из 12-15 истребителей танков Jagdpanther. В организационную структуру дивизии батальон не входил.

## Боевой путь
После окончания формирования Танковая учебная дивизия была отправлена в Вену, куда она прибыла 18 марта 1944 г. Дивизия была направлена туда как средство военно-политического давления, так как немецкое руководство опасалось, что Венгрия под руководством Хорти могла выйти из союза с Германией. После этой бескровной операции, в мае 1944 г. дивизия вновь была переведена в северную Францию.
В начале июня Танковая учебная дивизия размещалась в зоне Шартр-Ле Ман-Орлеан. Несмотря на опасность вторжения, 1 батальон дивизии, оснащённый Пантерами был передан 3-й танковой дивизии и отправлен на Восточный фронт. На 5 июня первый поезд батальона достиг Магдебурга, в то время как последний находился около Парижа. Всего же в Танковой учебной дивизии на 1 июня было 14 699 солдат и офицеров.

### Бои под Каном
Во время вторжения 6 июня дивизия получила приказ выдвигаться в Нормандию. Батальону Пантер было приказано возвращаться обратно. Дивизия должна была пройти 150 километров до плацдарма союзников. Поскольку в небе господствовала авиация союзников, дивизия на переходе подвергалась непрерывным массированным воздушным налётам, и марш затянулся на несколько дней и сопровождался потерями в технике от авианалётов. Более важным, нежели потери, были постоянные задержки по пути к месту назначения.
Второй батальон 130-го танкового полка утром 7 июня достиг леса к северу от Аленкона и встал из за недостатка топлива. 
8 июня Танковая учебная дивизия подошла к Кану и первым из дивизии вступил в бой второй батальон 902 полка. На следующий день дивизия вступила в бой близ Байё, но выяснилось, что часть предполагаемой полосы действий дивизии уже занята британской 8-й бронетанковой бригадой XXX корпуса и в бою были задействованы второй батальон танкового полка, весь 901 полк, первый батальон 902 полка и противотанковый батальон. 
10 июня вернулся батальон Пантер и введен в бой на следующий день.
Дивизия заняла линию обороны, смежную с 12-й танковой дивизией СС «Гитлерюгенд», где она обороняла Кан и отбила несколько атак британских войск. Дивизия участвовала в тяжелых боях за высоту 112 около Кана.
13 июня атака британской 7-й бронетанковой дивизии нашла брешь в обороне Танковой учебной дивизии, и английский авангард проник через немецкие оборонительные линии, угрожая обойти фланг дивизии. Действия известного танкового аса оберштурмфюрера СС Михаэля Виттмана около города Виллер-Бокаж восстановили целостность линии фронта. За действия в восстановлении линии обороны дивизии командир Танковой учебной дивизии генерал-лейтенант Фриц Байерляйн рекомендовал к награждению Виттмана мечами к Рыцарскому кресту.
Как и все немецкие танковые соединения, сражавшиеся в Нормандии, Танковая учебная дивизия понесла очень тяжёлые потери от ударов с воздуха союзных войск. К концу июня танковый компонент дивизии сильно сократился. Несмотря на это, дивизия продолжала держаться против английских, канадских и американских войск, пока с 26 июня не была заменена 276-й пехотной дивизией.
Потери дивизии за июнь составили 490 убитых, 1809 раненых и 673 пропавших без вести. Потери бронетехники: 47 танков (24 Pz IV, 23 Panther), 5 САУ, 82 БТР, 10 тягачей, 208 автомашин, 57 мотоциклов.
28 июня в дивизию были доставлены 8 «Пантер» в качестве пополнения. 8 июля поступили 11 Pz Kpfw IV.

### Бои под Сен-Ло
После вывода из зоны боевых действий дивизия находилась в резерве, но уже 10 июля вновь была направлена на фронт в секторе LXXXIV корпуса, чтобы обеспечить поддержку дивизиям, противостоящим американскому наступлению около Сен-Ло (St. Lô). Территория вокруг Сен-Ло была покрыта сеткой живых изгородей из кустарника, известной как «бокаж» (от франц. bocage — кустарник, роща). Бокаж делал чрезвычайно трудным маневрирование для танков, и обеспечивал пехоте превосходные оборонительные позиции. При достижении этого района Танковая учебная дивизия оказалась против 83-й американской пехотной дивизии. Первой атакой, произведенной против американских войск, была атака 11 июля на деревню Ле-Десер (Le Desert), окруженную со всех сторон «бокажем», несмотря на значительное численное превосходство противника. Удар союзников с воздуха приостановил наступление дивизии, уничтожив 20 танков, и оставшиеся танки дивизии отошли по каналу Вир (Vire) на относительно безопасное расстояние. Американские сухопутные войска заявили о подбитии 50 танков, ВВС США заявило об уничтожении 22. Последняя цифра была даже полностью подтверждена. На самом деле дивизия потеряла 22 танка в период с 1 июля по 15 июля от всех причин. Сомнительно, что все эти 22 танка потеряны в результате воздействия авиации, особенно если учесть, что имеется несколько немецких рапортов, согласно которым танки были подбиты огнем артиллерии и ни в одном из них не сказано, что танки были поражены авиацией.
19 июля Cен-Ло был взят американцами. 
20 июля 130-й разведывательный батальон и второй батальон 902-го полка были отправлены для пополнения в Перси.
25 июля американцы начали операцию «Кобра», по прорыву из Нормандии на юг Франции. Операции предшествовала массированная воздушная бомбардировка (24 и 25 июля) более чем 2000 бомбардировщиков союзников B-17 Flying Fortress и B-24 Liberator на фронте шириной 6,5 км. Позиции Танковой учебной дивизии были непосредственно на пути наступления союзников, и дивизия тяжело пострадала во время этой бомбардировки. На подразделения дивизии было сброшено более 4 тыс. тонн авиабомб. Командир дивизии генерал-лейтенант Фриц Байерлейн описывал позиции дивизии после бомбового удара, как усеянный кратерами лунный пейзаж. Установлено, что до 70 % личного состава дивизии было убито, ранено или выбыло из строя в результате контузий и шока. Количество танков в дивизии уменьшилось до 50 единиц. Возможно большинство потерь личного состава составляют не убитые или раненые бомбами, а контуженные и впоследствии взятые в плен. Согласно Ритгену, который на тот момент был командиром 2-го батальона, ни один танк его батальона не пострадал в результате бомбардировок. Наибольшим эффектом от бомбардировки был эффект моральный.
На 1 августа в дивизии оставалось 11 018 человек, 33 танка и штурмовых орудия, плюс 44 в ремонте, 392 боеготовых БТР (Sd.Kfz 251, Sd.Kfz 234/2 Puma и др.) и ещё 54 в кратковременном ремонте. С артиллерией было ещё хуже. Дивизия имела всего 9 боеготовых гаубиц. Одной из причин этого было то, что первый дивизион артполка дивизии был вынужден вести бой с частями 3-й бронетанковой дивизии США к северо-западу от Мариньи 26 июля.
Серьезно потрёпанная Танковая учебная дивизия не имела возможности остановить наступление союзной группировки численностью 140 тыс. человек. 5 августа, после арьергардных боёв, дивизии было приказано вернуться в Алансон для отдыха и восстановления. Из частей, сохранивших боеготовность, решено было сформировать боевую группу «фон Хауссер». Она включала в себя смешанный артиллерийский дивизион, потрёпанную роту PzKpfw IV. Группу направили в распоряжение 2-го парашютного корпуса. Оставшиеся части дивизии и тыловые службы направили в Аленкон для отдыха и пополнения.
На 9 августа пополняющиеся части находились между 9-й танковой и 708-й пехотной дивизиями. После пополнения из этих частей сформировали очередную боевую группу, включавшую в себя: 902-й полк, первый танковый батальон дивизии Танковой учебной дивизии, 130-й арт. полк, 130-й разведывательный батальон, а также первый батальон 11-го полка 9-й танковой дивизии. Эта группа должна была быть задействована около Конли. К 12 августу группа Хауссер разделилась, и часть её начала отходить к Фонтенбло для пополнения и отдыха. Вскоре за ней последовала вторая часть. Вечером следующего дня Байерлейн по собственной инициативе приказал остаткам дивизии следовать туда же. Тем не менее боевая группа «Кухнов», в состав которой теперь входил 902 полк, танковая рота и артиллерийская батарея, выступила в указанном ранее направлении. В ночь с 16 на 17 августа группа форсировала реку Орн у Mesnil-Jean и соединилась с 12 танковой дивизией СС на следующий день.
На 22 августа дивизия имела около 10 PzKpfw IV и 10 Пантер. Пополнение поступило в виде 509, 510, 511 охранных батальонов. В течение августа дивизия потеряла 1468 человек. Вместе с потерями за предыдущие месяцы потери составили 7411 человек.

### Сентябрь — октябрь 1944 года
Вместе с другими разгромленными немецкими соединениями, Танковая учебная дивизия, понеся большие потери, в сентябре отступала через Францию на восток до Люксембурга, являясь к тому времени небольшой боевой группой с 20 оставшимися танками. Остатки дивизии с 15 октября 1944 г. были выведены с фронта и отправлены на восстановление на учебный полигон Зеннелагер (Sennelager) при Падерборне (Paderborn, военный округ VI). В октябре дивизию значительно пополнили, но по сокращенным штатам — в ней остался всего один танковый батальон вместо положенных двух. Затем дивизия была направлена назад в Саар (Saar), чтобы противостоять наступающим войскам союзников.

### Наступление в Арденнах
В начале ноября 1944 г. Танковая учебная дивизия была передана в 5-ю танковую армию генерала фон Мантойфеля, входившую в группу армий «Г» (HG G) генерал-фельдмаршала Герда фон Рунштедта, для подготовки к запланированному зимнему наступлению в Арденнах (операция «Вахта на Рейне» — Wacht am Rhein, более известная на Западе, как «сражение за Выступ»).
130-й танковый учебный полк состоял из одного смешанного танкового батальона — две роты «Пантер» и две роты Pz Kpfw IV. На его вооружении находилось 64 танка (Pz V — 30, Pz IV — 27, Flk Pz — 7). В декабре Танковая учебная дивизия вошла в состав XXXXVII танкового корпуса 5-й танковой армии.
Наступление в Арденнах (операция «Вахта на Рейне»), начавшееся в декабре 1944 г., имело целью прорваться через горно-лесной массив Арденны и выйти к Антверпену, окружив наступавшие войска союзников в Бельгии. Северную ударную группировку представляла 6-я танковая армия СС во главе с обергруппенфюрером СС Зеппом Дитрихом. 5-я танковая армия генерала фон Мантойфеля, в состав которой входила Танковая учебная дивизия, являлась южной ударной группировкой.
Немецкое наступление оказалось неожиданным для союзников. 5-я танковая армия проникла в тыл союзных войск более чем на 100 км. Танковая учебная дивизия встретила под Бастонью стойкую оборону американских войск из 101-й воздушно-десантной дивизии.
Союзные войска были в критическом положении. По просьбе Черчилля, в середине января 1945 г. советские войска начали генеральное наступление в Польше (Варшавско-Познанская наступательная операция) и Венгрии (Будапештская операция) на две недели раньше запланированного срока. 6-я танковая армия СС была срочно направлена в Венгрию под Будапешт и на озеро Балатон, чтобы остановить советское наступление 2-го и 3-го Украинских фронтов.
25 декабря 1944г. немецкое наступление было остановлено. Союзники смогли провести перегруппировку и в начале января сами перешли в контрнаступление. Началось медленное выдавливание немецких войск из Арденнского выступа.  
В связи с улучшением погоды, которая в первые дни операции благоприятствовала немцам, авиация союзников получила возможность атаковать немецкие войска, которые к тому времени израсходовали почти весь запас горюче-смазочных материалов.
Наступление союзников облегчила начавшая 12 января 1945 Висло-Одерская операция Красной Армии и советское наступление в Венгрии, на сдерживание которых были брошены немецкие резервы.

### Нидерланды
После того, как наступление в Арденнах захлебнулось, Танковая учебная дивизия была переброшена в Нидерланды и держала оборону на реке Маас.
В феврале 1945 г. Танковая учебная дивизия была перемещена на север, в Рейнскую землю, где она сражалась с англо-канадской 21-й армейской группой Бернарда Монтгомери во время операции «Веритабл». Танковая учебная дивизия вела тяжёлые бои, и снова понесла большие потери.
В начале марта 1945 г., когда американская 9-я танковая дивизия захватила мост Людендорфа через Рейн у Ремагена, Танковая учебная дивизия была направлена, чтобы уничтожить плацдарм. Атака была неудачна, хотя дивизия сражалась хорошо и имела большие потери в живой силе. Превосходящая численность союзников и постоянные авиационные налёты превратили Танковую учебную дивизию в ослабленную воинскую часть.

### Рурский котёл
Высокие потери и значительные силы союзников принудили дивизию к отступлению через северо-западную Германию в Рурскую область. Остатки дивизии, имея всего несколько танков, были окружены в Рурском «котле» в районе Винтерберга в конце марта 1945 г. и капитулировали 15 апреля 1945 г. перед американскими войсками.

## Состав
- 130-й танковый учебный полк (Panzer-Lehr-Regiment 130)
- 901-й моторизованный учебный полк (Panzergrenadier-Lehr-Regiment 901)
- 902-й моторизованный учебный полк (Panzergrenadier-Lehr-Regiment 902)
- 130-й артиллерийский полк (Panzer-Artillerie-Regiment 130)
- 130-й разведывательный учебный батальон (Panzeraufklärungs-Lehr-Abteilung 130)
- 311-й зенитный артиллерийский дивизион (Heeres-Flak-Artillerie-Abteilung 311)
- 130-й противотанковый артиллерийский дивизион (Panzerjäger-Abteilung 130)
- 130-й сапёрный учебный батальон (Panzer-Lehr-Pionier-Bataillon 130)
- 130-й батальон связи (Panzernachrichten-Abteilung 130)
- 130-й батальон полевого пополнения (Feldersatz-Bataillon 130)
- 130-е подразделение снабжения (Panzer-Versorgungstruppen 130)

## Командиры дивизии
- генерал-лейтенант Фриц Байерляйн, 10 января 1944 — 23 августа 1944
- полковник Рудольф Герхардт — 23 августа — 8 сентября 1944 (исполняющий обязанности)
- полковник Пауль фрайхерр фон Хаузер[англ.] — сентябрь 1944 (исполняющий обязанности)
- генерал-лейтенант Фриц Байерляйн, сентябрь 1944 г. — 15 января 1945 г.
- полковник Хорст Нимак, 15 января — 31 марта 1945 (исполняющий обязанности)
- генерал-майор Хорст Нимак, 1-3 апреля 1945
- полковник Пауль фрайхерр фон Хаузер[англ.], 3—15 апреля 1945 (исполняющий обязанности)

## Награждённые Рыцарским крестом Железного креста

### Рыцарский Крест Железного креста (7)
- Вальтер Брандт, 18.07.1944 — майор, командир 130-го саперного батальона
- Конрад Уте, 12.08.1944 — майор, командир 901-го моторизованного учебного полка
- Герд фон Борн-Фаллуа, 02.01.1945 — майор, командир 130-го разведывательного учебного батальона
- Отто Кайхель, 18.01.1945 — обер-фельдфебель, командир разведывательного подразделения 1-й роты 130-го разведывательного учебного батальона
- Иоахим риттер фон Пошингер, 25.01.1945 — майор, командующий 902-м моторизованным учебным полком
- Вернер Вагнер, 14.04.1945 — обер-лейтенант, командир 3-й роты 130-го противотанкового учебного батальона
- Генрих Хальбек, 17.04.1945 — обер-лейтенант, командир роты 901-го моторизованного учебного полка

### Рыцарский Крест Железного креста с Дубовыми листьями
- Пауль фрайхерр фон Хаузер (№ 635), 28.10.1944 — оберстлейтенант, командир 901-го моторизованного учебного полка

### Рыцарский Крест Железного креста с Дубовыми листьями и Мечами
- Фриц Байерляйн (№ 81), 20.07.1944 — генерал-лейтенант, командир танковой учебной дивизии

## Panzer Lehr Division в играх
Немецкая кампания в игре Company of Heroes: Opposing Fronts ведётся за подразделение Kampfgruppe Lehr (в локализации - штурмовая группа «Леер», именно так именуется подразделение в заставках и брифингах), что позволяет соотнести это подразделение с боевой группой Танковой учебной дивизии вермахта. Также в одной из миссий Company of Heroes в брифинге сообщается, что игроку противостоит Танковая учебная дивизия.
В игре WarThunder есть эмблема Танковой учебной дивизии, доступная для нанесения на технику.
В одном из дополнений к стратегии «Вторая Мировая» есть кампания, в которой игрок должен управлять различными соединениями Танковой учебной дивизии.
Эта дивизия представлена в игре Steel Division: Normandy 44. Где есть возможность укомплектовать Танковую учебную дивизию и сразится с другими дивизиями под управлением игроков. А также дивизия встречается в одиночной кампании
В игре Hell Let Loose один из русскоязычных кланов носит название дивизии (аббревиатура  | Pz-L |).